# Devyne Rensch
Devyne Fabian Jairo Rensch (Lelystad, 2003. január 18. –) surinamei származású holland válogatott labdarúgó, a Serie A-ban szereplő AS Roma hátvédje.

## Pályafutása

### Klubcsapatokban
Rensch a hollandiai Lelystad városában született. Az ifjúsági pályafutását a VV Unicum csapatában kezdte, majd 2016-ban az Ajax akadémiájánál folytatta.
2020-ban mutatkozott be az Ajax első osztályban szereplő felnőtt csapatában. Először a 2020. november 28-ai, Emmen ellen 5–0-ra megnyert mérkőzés 72. percében, Noussair Mazraoui cseréjeként lépett pályára. Első gólját 2021. március 21-én, a Den Haag ellen szintén 5–0-ás győzelemmel zárult találkozón szerezte meg. 2025. január 23-án az olasz AS Roma szerződtette.

### A válogatottban
Rensch az U15-östől az U21-esig több korosztályos válogatottban is képviselte Hollandiát.
2021-ben debütált a felnőtt válogatottban. Először a 2021. szeptember 7-ei, Törökország ellen 6–1-re megnyert VB-selejtező 71. percében, Denzel Dumfriest váltva lépett pályára.

## Statisztika
2022. szeptember 18-i állapot szerint.
| Klub     | Szezon   | Bajnokság  | Bajnokság | Bajnokság | Kupa és ligakupa | Kupa és ligakupa | Nemzetközi | Nemzetközi | Összes | Összes |
| Klub     | Szezon   | Osztály    | Mérk.     | Gólok     | Mérk.            | Gólok            | Mérk.      | Gólok      | Mérk.  | Gólok  |
| -------- | -------- | ---------- | --------- | --------- | ---------------- | ---------------- | ---------- | ---------- | ------ | ------ |
| Ajax     | 2020–21  | Eredivisie | 18        | 3         | 4                | 0                | 5          | 0          | 27     | 3      |
| Ajax     | 2021–22  | Eredivisie | 19        | 1         | 5                | 0                | 5          | 0          | 29     | 1      |
| Ajax     | 2022–23  | Eredivisie | 6         | 2         | 1                | 0                | 2          | 0          | 9      | 2      |
| Összesen | Összesen | Összesen   | 43        | 6         | 10               | 0                | 12         | 0          | 65     | 6      |

## Sikerei, díjai
Ajax
- Eredivisie
  - Bajnok (2): 2020–21, 2021–22

- KNVB Beker
  - Győztes (1): 2020–21
  - Döntős (1): 2021–22

- Holland Szuperkupa
  - Döntős (2): 2021, 2022

Holland U17-es válogatott
- U17-es labdarúgó-Európa-bajnokság
  - Győztes (1): 2019